# Ashland (Illinois)
Pour les articles homonymes, voir Ashland.
Ashland est un village du comté de Cass dans l'Illinois, aux États-Unis,. Il est incorporé le 1er juin 1897. Il est baptisé en référence à Henry Clay, qui était surnommé le sage d'Ashland.

## Démographie
Lors du recensement de 2010, le village comptait une population de 1 333 habitants. Elle est estimée, en 2016, à 1 239 habitants.

## Source de la traduction
- (en) Cet article est partiellement ou en totalité issu de l’article de Wikipédia en anglais intitulé « Ashland, Illinois » (voir la liste des auteurs).